# Inola (geslacht)
Inola is een geslacht van spinnen uit de  familie van de kraamwebspinnen (Pisauridae).

## Soorten
- Inola amicabilis Davies, 1982
- Inola cracentis Davies, 1982
- Inola daviesae Tio & Humphrey, 2010[1]
- Inola subtilis Davies, 1982